# China Arena Football League
Die China Arena Football League (CAFL) war eine chinesische professionelle Arena-Football-Liga. Sie spielte 2016 und 2019.

## Geschichte
Die Idee Arena Football in China zu etablieren kam dem ehemaligen NFL-Quartetback Ron Jaworski 2008. Er konnte Martin Judge, Besitzer des AFL-Teams Philadelphia Soul, als Investor finden und begann 2012 mit dem Aufbau der Liga. 2013 wurden an den größeren Sportuniversitäten Chinas Vorträge gehalten und es wurden Probetrainings abgehalten. Anvisiert wurde anfangs der Start auf September/Oktober 2014. Obwohl man mit Mike Ditka und Mark Wahlberg neue Investoren fand, wurde der Ligastart auf 2015 verschoben. Grund für die häufige Verschiebung war die fehlende staatliche Genehmigung, die erst im Juli 2016 erteilt wurde. Letztlich fand das erste Spiel am 1. Oktober 2016, am chinesischen Nationalfeiertag, statt. Zuvor fand im Juli bereits der erste Entry Draft der Liga statt. Nach acht Wochen in der Regular Season wurden die Play-offs gespielt, in denen die ersten beiden im China Bowl die Meisterschaft ausspielten, und der dritte und vierte beziehungsweise fünfte und sechste Platzierungsspiele austrugen. Erster Meister wurden die Beijing Lions.
Die zweite Saison wurde erst aus vermarktungstechnischen Gründen vom Herbst 2017 auf den Frühling 2018 verlegt. Später wurde die Liga auf Herbst 2019 verschoben, wobei nur acht verkürzte Spiele innerhalb von drei Tagen gespielt wurden. Spielort war Suzhou. Meister wurden die Wuhan Gators. 
Während der Covid-19-Pandemie ging die CAFL-Website offline und die Liga ist seit dem nicht mehr aktiv.

## Mannschaften
| Team                                      | Stadt           | Saison     |
| ----------------------------------------- | --------------- | ---------- |
| Beijing Lions                             | Peking          | 2016, 2019 |
| Guangzhou Power                           | Guangzhou       | 2016       |
| Qingdao Clipper                           | Qingdao         | 2016       |
| Shanghai Skywalkers                       | Shanghai        | 2016, 2019 |
| Dalian Dragon Kings Shenyang Black Rhinos | Dalian Shenyang | 2016 2019  |
| Shenzhen Naja Wuhan Gator                 | Shenzhen Wuhan  | 2016 2019  |

## Spieler
Jede Mannschaft hat einen Kader aus zweiundzwanzig Spielern, von denen mindestens zehn Chinesen sein müssen. Auf dem Spielfeld sind jeweils acht Spieler einer Mannschaft, wovon mindestens vier Chinesen sind. 2016 waren 132 Spieler gemeldet, 60 davon aus der AFL. Um die Verständigung zu erleichtern wird, die Kommunikation über die Übersetzungsfunktion von WeChat abgewickelt. Die Spieler erhalten 900 bis 2000 US-Dollar pro Spiel.

## Übertragung
Alle Spiele wurden auf der chinesischen Streamingplattform iQIYI übertragen. In den Vereinigten Staaten übertrug One World.

## Saisonergebnisse

### Saison 2016

#### Regular Season
| Team                | Siege | Niederlagen | Siegquote |
| ------------------- | ----- | ----------- | --------- |
| Beijing Lions       | 5     | 0           | 1.000     |
| Qingdao Clipper     | 3     | 2           | .600      |
| Shanghai Skywalkers | 3     | 2           | .600      |
| Guangzhou Power     | 2     | 3           | .400      |
| Shenzhen Naja       | 2     | 3           | .400      |
| Dalian Dragon Kings | 0     | 5           | .000      |

#### Postseason
Spiel um Platz 5
| Datum       | Gast                | Ergebnis | Heim          |
| ----------- | ------------------- | -------- | ------------- |
| 5. November | Dalian Dragon Kings | 30:46    | Shenzhen Naja |

Spiel um Platz 3
| Datum       | Gast            | Ergebnis | Heim                |
| ----------- | --------------- | -------- | ------------------- |
| 5. November | Guangzhou Power | 52:57    | Shanghai Skywalkers |

China Bowl
| Datum       | Gast            | Ergebnis | Heim          |
| ----------- | --------------- | -------- | ------------- |
| 6. November | Qingdao Clipper | 34:35    | Beijing Lions |

### Saison 2019
| Team                | Siege | Niederlagen | Siegquote |
| ------------------- | ----- | ----------- | --------- |
| Wuhan Gators        | 4     | 0           | 1.000     |
| Beijing Lions       | 2     | 2           | 0.500     |
| Shenyang Rhinos     | 1     | 3           | 0.250     |
| Shanghai Skywalkers | 1     | 3           | 0.250     |